# Jekatěrina Lobyševová
Jekatěrina Alexandrovna Lobyševová (rusky Екатери́на Алекса́ндровна Ло́бышева; * 13. března 1985 Kolomna, Ruská SFSR) je ruská rychlobruslařka.
Juniorského Mistrovství světa se poprvé zúčastnila v roce 2002, kdy se umístila na 15. místě ve víceboji a na sedmé příčce ve stíhacím závodě družstev. Na mezinárodních seniorských závodech začala startovat v roce 2004, kdy debutovala ve Světovém poháru. V následující sezóně se poprvé objevila na Mistrovství Evropy (6. místo) a na Mistrovství světa ve víceboji (13. místo). Zúčastnila se rovněž Zimních olympijských her 2006, kde získala s ruským týmem bronzovou medaili ve stíhacím závodě družstev. Na individuálních distancích byla šestá (1500 m) a jedenáctá (1000 m). Na světovém šampionátu na jednotlivých tratích 2009 dojela šestá a sedmá v závodech na 1500, resp. 1000 m, na Mistrovství Evropy 2010 se umístila na čtvrtém místě, o rok později byla šestá. Startovala též na zimní olympiádě 2010, kde bylo jejím nejlepším individuálním výsledkem 11. místo na patnáctistovce. Na Mistrovství světa na jednotlivých tratích 2012 se v závodě na 1500 m umístila na páté příčce. Zúčastnila se Zimních olympijských her 2014, kde se v závodě na 500 m umístila na 25. místě, na kilometru byla dvacátá, na distanci 1500 m osmá a ve stíhacím závodě družstev pomohla ruskému týmu k zisku bronzové medaile.